# Palacio de los Golfines de Arriba
El palacio de los Golfines de Arriba es un edificio medieval situado en el conjunto monumental de la ciudad de Cáceres.

## Historia
Su construcción, ordenada por el matrimonio formado por Isabel de la Cerda y García de Golfín (señor de la Casa Corchada) que lo concibieron como una casa fuerte, se alargó durante los siglos XIV y XV. De las cuatro torres iniciales que levantaron en sus esquinas sólo se conservan tres en las que aún se pueden apreciar los blasones y escudos de la familia. En el centro de la construcción se sitúa la torre del homenaje, construida en 1513 y que se salvó de ser desmochada como el resto de las que se levantaban por aquellos entonces en Cáceres en virtud de una Real Orden concedida en 1506 por Fernando V el Católico
La propiedad del edificio en la actualidad recae en manos privadas que mantienen el mismo en un excelente estado de conservación destinando sus dependencias a actividades de hostelería y restauración. El edificio cuenta con más de cuatro mil m² de superficie y cabe destacar su belleza interior que posee una gran cantidad de estancias. 
El palacio entró a formar parte de la historia reciente de España al ser el lugar elegido por el general Francisco Franco para establecer su cuartel general el 26 de agosto de 1936 donde se mantuvo durante 38 días y donde fue aclamado jefe de Estado de la zona sublevada antes de su proclamación oficial en Burgos. Posteriormente, Franco trasladaría dicho cuartel general a Salamanca.